# Station Rollag
Station Rollag is een voormalig station in  Rollag  in fylke Viken  in  Noorwegen. Het station ligt aan  Numedalsbanen, de spoorlijn tussen Rødberg en Kongsberg die in 1989 werd gesloten voor personenvervoer. Het deel tot Rollag wordt nog sporadisch gebruikt voor goederenvervoer, in zekere zin is Rollag nu het eindstation van Numedalsbanen. Het tracee van Rollag tot Rødberg is inmiddels geheel buiten gebruik.